# VLT do Recife
Predefinição:Atualizado dia 20/03/2025

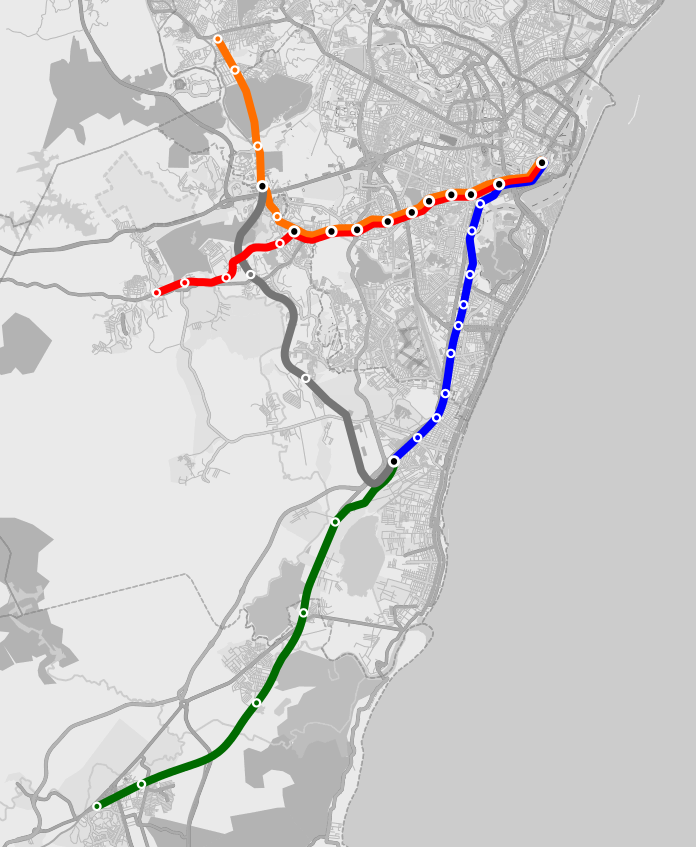
Mapa da Rede

O VLT do Recife é um sistema de metrô de superfície que está sendo implantado na Região Metropolitana do Recife, em Pernambuco. O modelo foi apresentado pelo Governo do Estado como alternativa para melhorar a mobilidade urbana do Recife durante e após a Copa do Mundo FIFA de 2014 .
O sistema VLT (Veículo Leve sobre Trilhos) atualmente possui 33,9 km de extensão e foram gastos pela CBTU (Companhia Brasileira de Trens Urbanos) R$ 110 milhões. O sistema terá seis linhas e 60 estações ao total (com as atuais). 
Atualmente, os VLT tão sendo substituído pelas locomotiva alco rs8, devido a baixa manutenção do sistema, e a baixa quantidade de VLT disponível, que é só 1 atualmente. Apenas o ramal Curado-Cajueiro Seco conta com um VLT, mas atualmente, está tendo muita parada do trem devido a manutenção

## Linha Diesel
Havia originalmente uma ligação ferroviária entre Recife e Maceió, até que no ano de 1980 o transporte de passageiros deste ramal foi suprimido. Restou apenas os trens do subúrbio que ligavam a estação do Recife à do Cabo. Em 1988, quando a Metrorec passou a administrar esse ramal, a linha foi desviada do trecho de Recife à Cajueiro Seco para a estação Curado devido ao início das obras da Linha Sul do Metrô do Recife.
Em 2012, as antigas locomotivas que operavam no trecho Cajueiro Seco - Cabo passaram a ser gradualmente substituídas pelo VLT, que é mais moderno, bonito e eficiente que os trens que operavam. O trecho Curado - Cajueiro Seco também passou ser operado pelos novos VLT 

## Dados do VLT
O VLT Recifense prevê um sistema com 9 trens e 3 composições cada. Cada um dessas composições comportará até 200 passageiros. O intervalo será entre 5 e 11 minutos e no horário de pico poderá ter uma demanda de até 10 mil passageiros. A tarifa é de R$ 4,25, a mesma do Metrô do Recife. Cada uma das estações deverá receber um módulo de transporte coletivo tradicional (ônibus).
A velocidade máxima poderá atingir 90 quilômetros por hora, mas a média de velocidade vai ficar em 50 km/h, devido a vários trechos de linha singela, que impedem a passagem dos trens em sentidos contrários.

## Tabela do sistema
| Linha                | Terminais              | Comprimento (km) | Estações |
| -------------------- | ---------------------- | ---------------- | -------- |
| Curado–Cajueiro Seco | Curado ↔ Cajueiro Seco | 18.37            | 4        |
| Cajueiro Seco–Cabo   | Cajueiro Seco ↔ Cabo   | 15.53            | 6        |